# Grupa Operacyjna Jazdy generała Jana Sawickiego
Grupa Operacyjna Jazdy generała Jana Sawickiego – związek operacyjny Wojska Polskiego z okresu wojny polsko-bolszewickiej.

## Formowanie i walki
W okresie działań odwrotowych na Ukrainie utworzono grupę jazdy gen. Jana Sawickiego w składzie Dywizja Jazdy i dotychczas samodzielna 3 Brygada Jazdy. Jej zadaniem było nie dopuścić do przerwania frontu przez 1 Armię Konną Siemiona Budionnego. Grupie jazdy gen. Sawickiego nie udało się powstrzymać natarcia 1 Armii Konnej. Dysponowała ona zbyt szczupłymi siłami. Popełniono też błędy w dowodzeniu jednostkami kawalerii.
W związku z zagrożeniem, jakie nadal stanowiła konnica Budionnego, rozkazem Naczelnego Dowództwa WP L. dz. 7710/1 z 2 lipca 1920 utworzono wzmocniono Grupę Operacyjną Jazdy. Dowódcą grupy wyznaczony został gen. Jan Sawicki, a obowiązki szefa sztabu powierzono ppłk. Marianowi Przewłockiemu. Tworzyły ją: 1 Dywizja Jazdy płk. Juliusza Rómmla w składzie 4. i 6 Brygada Jazdy i 2 Dywizja Jazdy płk. Władysława Okrzy-Orzechowskiego w składzie 1. i 7 Brygada Jazdy oraz występująca samodzielnie 3 Brygada Jazdy. W rejonie Zamościa powstawały nowe jednostki. Jako pierwszą zorganizowano nową 4 Brygadę Jazdy której dowodzenie 12 lipca objął płk Gustaw Orlicz-Dreszer. Nową 1 Brygadą Jazdy miał dowodzić płk Janusz Głuchowski. Zamysł rozgromienia wojsk Budionnego nie powiódł się, a do tego Grupa Operacyjna poniosła duże straty. Została rozwiązana rozkazem dowództwa Frontu Południowo-Wschodniego nr 9 z 4 sierpnia 1920.
W trakcie bitwy pod Radziechowem, w godzinach wieczornych 12 sierpnia, do sztabu dywizji nadszedł rozkaz z Naczelnego Dowództwa WP. Na jego podstawie nastąpiło rozwiązanie Grupy Operacyjnej Jazdy. Z dziewięciu pułków ułanów zostały utworzone trzy brygady zespolone w nowej 1 Dywizji Jazdy pod dowództwem płk. Rómmla.

## Struktura organizacyjna
Planowana struktura organizacyjna
- Dowództwo grupy
- pluton taborowy
- poczta polowa nr 60
- ochotniczy szwadron sztabowy
- 1 Dywizja Jazdy – płk Juliusz Rómmel
  - 4 Brygada Jazdy – płk Gustaw Orlicz-Dreszer
  - 6 Brygada Jazdy
- 2 Dywizja Jazdy – płk Władysław Oksza-Orzechowski
  - 1 Brygada Jazdy
  - 7 Brygada Jazdy
- 3 Brygada Jazdy (podległa bezpośrednio dowódcy grupy)

Planowano, ze po wcieleniu do tej formacji zapasowych szwadronów będzie liczyć około 7000 szabel.
- zgrupowanie artylerii konnej[6]
  - Dowództwo Artylerii Konnej – ppłk Leon Dunin-Wolski
  - 2 i 3 bateria 2 dak (w tym dowództwo 2 dak)
  - 1 bateria 3 dak
  - 1 i 2 bateria 4 dak (w tym dowództwo 4 dak)
  - 1 bateria 5 dak
  - 2 bateria 6 dak

## Obsada personalna Dowództwa
Obsada personalna Dowództwa Grupy Operacyjnej Jazdy
- dowódca grupy – gen. ppor. Jan Sawicki
- szef sztabu – ppłk SG Marian Przewłocki
- szef Oddziału I – por. Jan Grudzień
- szef Oddziału II – kpt. Wojciech Fyda
- szef Oddziału III – rtm. pd SG Paweł Żółtowski
- szef Oddziału IV – por. AS Stanisław Krzysik
- szef Oddziału V – ppor. Karol Broniewicz
- szef sanitarny – płk lek. Felicjan Sławoj Składkowski